# ¿Quién dijo Detox?
¿Quién dijo Detox? es una película de comedia peruana de 2022 escrita y dirigida por Rosa María Santisteban (en su debut como directora). Protagonizada por Luciana Blomberg, Jimena Lindo, Korina Rivadeneira, Maju Mantilla, Gachi Rivero, Andrés Vilchez, Francisco Andrade y Ximena Rodríguez.

## Sinopsis
Connie quiere ganar una cuenta en el bufete de abogados donde trabaja, por lo que aceptará una apuesta que la llevará a exponer su vida en las redes sociales.

## Reparto
Los actores que participaron en esta película son:
- Luciana Blomberg como Connie García
- Francisco Andrade como Guillermo
- Gachi Rivero como Michelle
- José Dammert como Tito
- Maju Mantilla como Tatiana
- Jimena Lindo como Romina Fermor
- Korina Rivadeneira como Camucha de Romaña
- Andrés Vilchez como Salvador

## Lanzamiento
La película se estrenó el 10 de marzo de 2022 en los cines peruanos.